# إزرائيل فوغل
إزرائيل فوغل (بالعبرية: ישראל פוגל‏) هو لاعب كرة قدم إسرائيلي، ولد في 2 أبريل 1949 في إسرائيل. شارك مع منتخب إسرائيل لكرة القدم. أما مع النوادي، فقد لعب مع Maccabi Herzliya F.C. ‏.

## وصلات خارجية
- إزرائيل فوغل على موقع قاعدة بيانات كرة القدم.إي يو (الإنجليزية)
- إزرائيل فوغل على موقع ناشيونال فوتبول تيمز (الإنجليزية)